# Our Love to Admire
Our Love to Admire ist das dritte Studioalbum der New Yorker Band Interpol. Es erschien im Juli 2007 auf dem Label Capitol Records, zu dem die Band im Sommer 2006 gewechselt war.

## Titelliste
1. Pioneer to the Falls – 5:41
2. No I in Threesome – 3:49
3. The Scale – 3:23
4. The Heinrich Maneuver – 3:28
5. Mammoth – 4:12
6. Pace Is the Trick – 4:36
7. All Fired Up – 3:34
8. Rest My Chemistry – 5:00
9. Who Do You Think – 3:12
10. Wrecking Ball – 4:29
11. The Lighthouse – 5:20

## Single-Auskoppelungen
1. The Heinrich Maneuver (Mai 2007)
2. Mammoth – Live aus dem Londoner Astoria (August 2007)
3. No I in Threesome (September 2007)

## Hintergrund und Trivia
- Der Veröffentlichung des Albums ging ein für diese Band ungewöhnlicher Internet-Hype und eine völlige Neugestaltung der Homepage voraus.
- Interpol nahm sich vor den Aufnahmen eine Auszeit. Später wurde in einem Interview das Gerücht in die Welt gesetzt, die Band habe sich in dieser Zeit (etwa drei Jahre) mehrmals getrennt und wiedervereint.
- Für die Videos zu The Heinrich Maneuver, Mammoth und No I in Threesome zeichneten sich (in der Folge des Aufzählens) E. Elias Merhige, das London Astoria (Live-Aufnahme) und Patrick Daughters verantwortlich.[1] Es waren bislang die ersten Kollaborationen zwischen ihnen und Interpol.

## Versionen
- Neben der Normal-Version von Our Love to Admire ist eine sog. Deluxe Edition erhältlich. Sie umfasst ein Digipak für den Heim-PC und ein Poster. Zudem ist ihr Cover gänzlich schwarz.
- Es existiert eine Orchester-Version von Pioneer to the Falls und zahlreiche Dance-Mix-Versionen zu den jeweiligen Singles (siehe oben).